# 猿楽直希
猿楽 直希（さるがく なおき、1990年4月4日 - ）は、トップチャレンジリーグコカ・コーラレッドスパークスに所属するラグビー選手。

## プロフィール
- 福岡県出身[1]。
- ポジションはセンター(CTB)。
- 身長 179cm、体重 82kg
- ニックネームはなおき。
- 高校日本代表[2]やU20日本代表[3]に選ばれたことがある。

## 略歴
ラグビーを始めたきっかけは小学校時代の友人に誘われたことから。
2009年、東福岡高校卒業後、明治大学に入る。なお東福岡高校時代、主将に就任し、第32回高校東西対抗試合の参加メンバーに選出された。また明治大学時代の同級生に石原慎太郎、榎真生、斎藤春樹、染山茂範、竹内健人、友永恭平、堀江恭佑らがいる。　　
2013年、明治大学卒業後、コカ・コーラウエストレッドスパークス（現・コカ・コーラレッドスパークス）に加入。同年8月31日に行われたジャパンラグビートップリーグ第1節のリコーブラックラムズ戦に途中出場で公式戦初出場を果たす。